# Vlčkov
Vlčkov (en allemand : Welzkopf) est une commune du district de Svitavy, dans la région de Pardubice, en République tchèque. Sa population s'élevait à 108 habitants en 2024.

## Géographie
Vlčkov se trouve à 5 km au nord-est du centre de Litomyšl, à 8 km à l'ouest de Česká Třebová, à 20 km au nord-nord-ouest de Svitavy, à 44 km à l'est-sud-est de Pardubice et à 139 km à l'est de Prague.
La commune est limitée par Sloupnice à l'ouest et au nord, par Přívrat à l'est et par Němčice au sud.

## Histoire
La première mention écrite de la localité date de 1292.

## Galerie

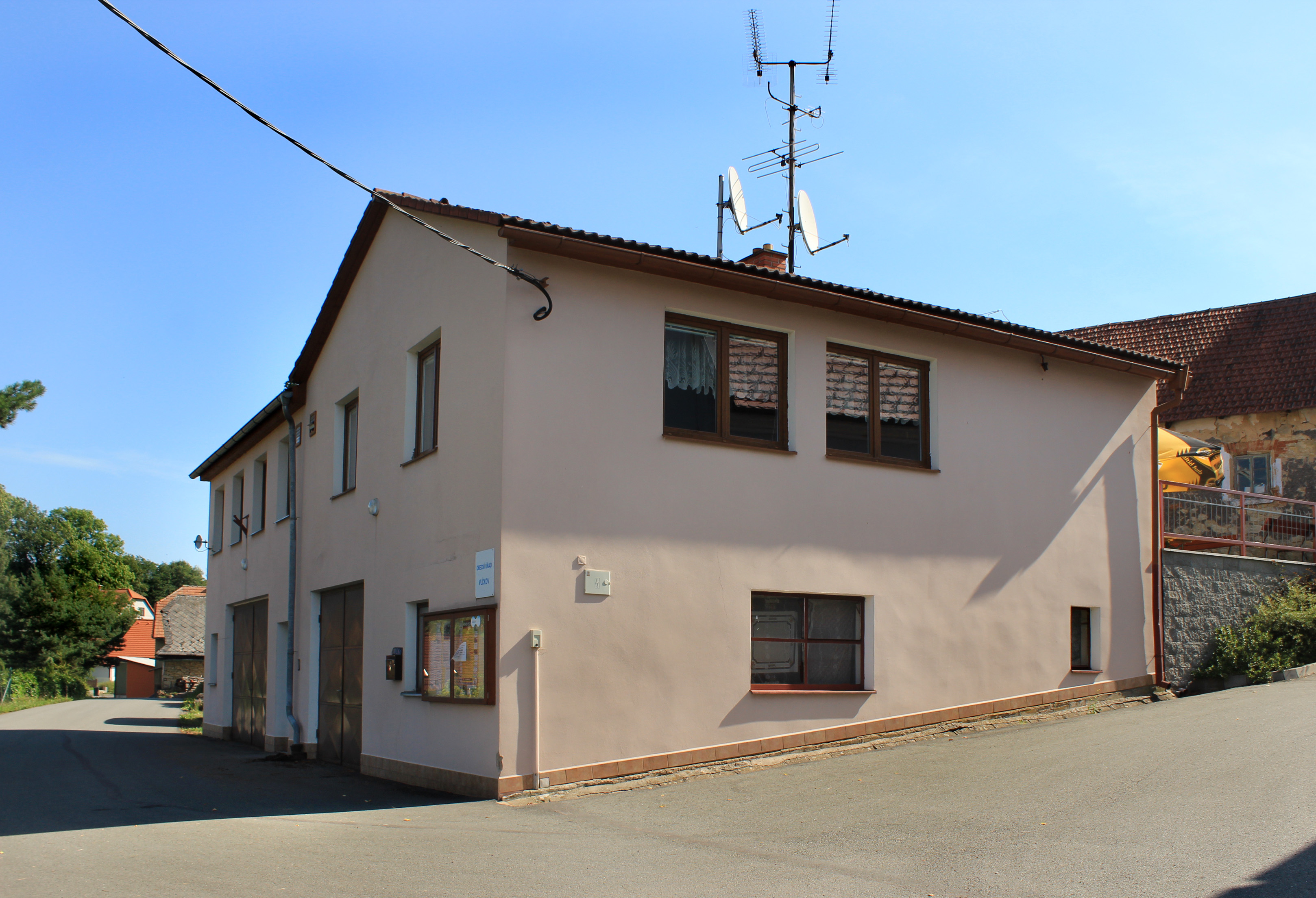
Mairie de Vlčkov.
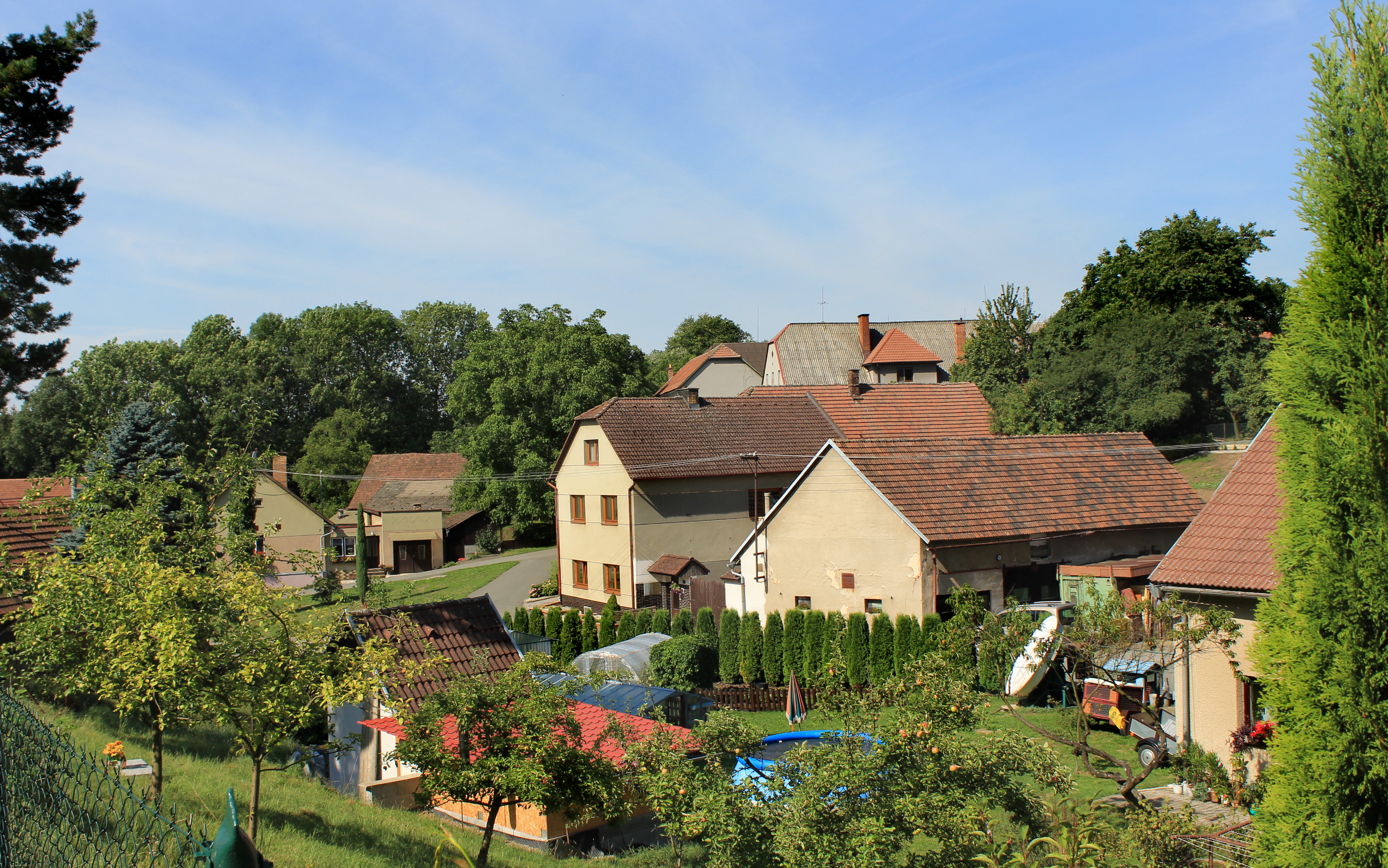
Vlčkov : maisons.

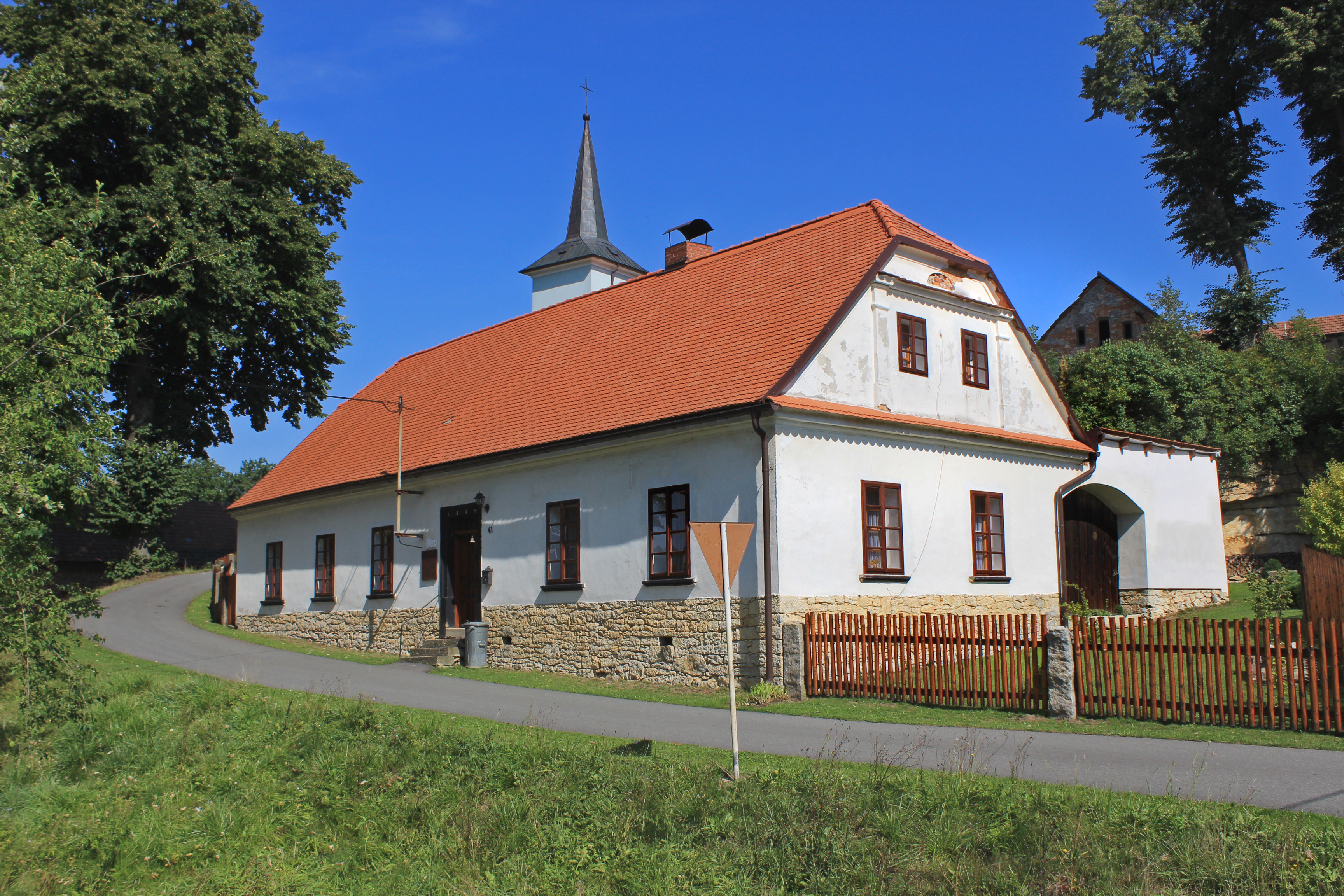
Maison no 14.
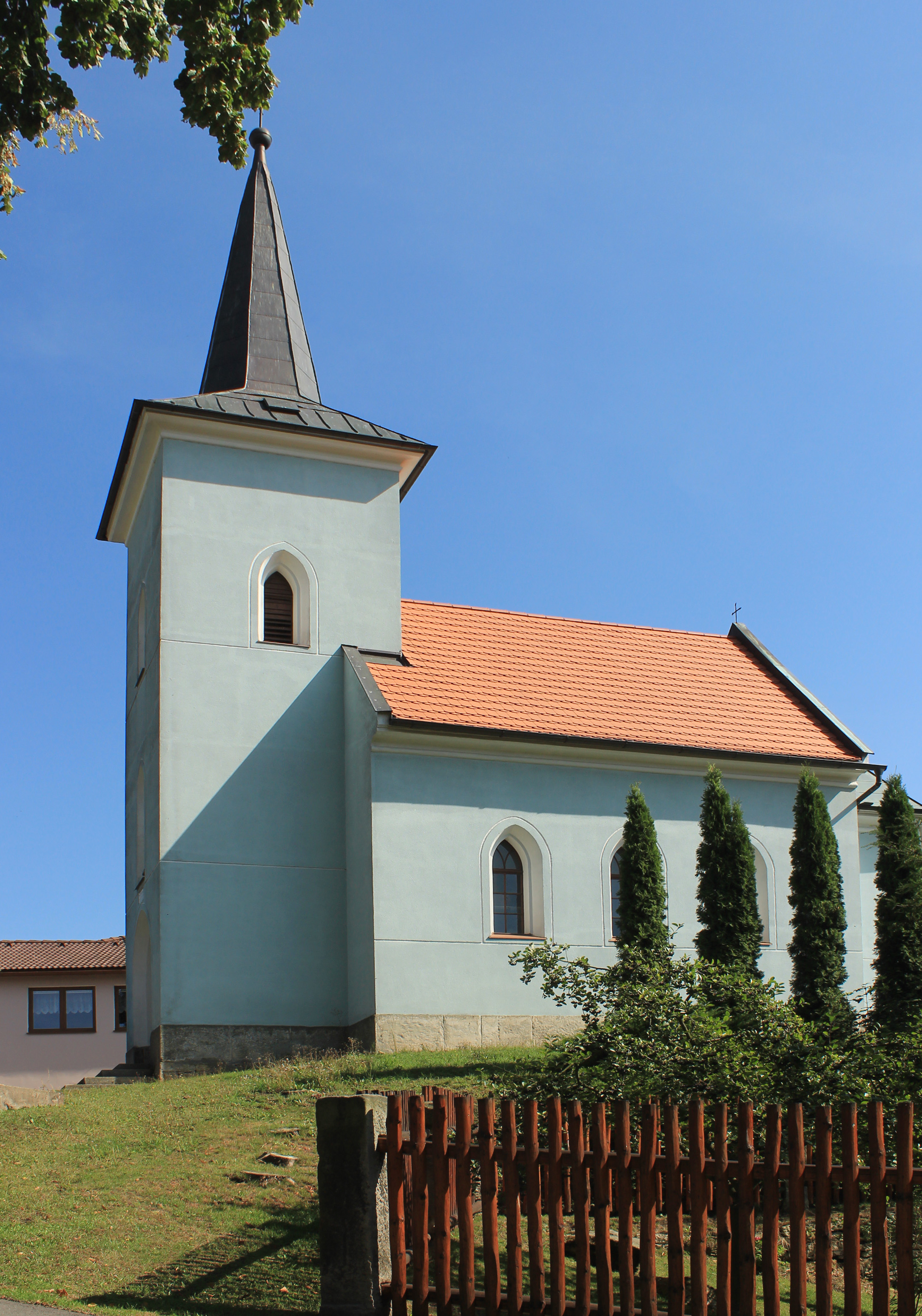
Église de Vlčkov.

## Transports
Par la route, Vlčkov se trouve à 8 km de Litomyšl, à 26 km de Svitavy, à 51 km de Pardubice et à 164 km de Prague. 